# Ля мажор
Ля мажо́р (нем. A-dur, англ. A major) — мажорная тональность с тоникой ноты ля. Имеет три диеза при ключе — фа-диез, до-диез и соль-диез.

## История
Хотя они и не так редки в симфонической литературе, как тональности с бо́льшим числом диезов, примеры симфоний ля мажор не так многочисленны, как ре мажор или соль мажор. Симфония №7 Бетховена, Симфония № 6 Брукнера и Симфония №4 Мендельсона составляют почти полный список симфоний в этой тональности эпохи романтизма. Концерт для кларнета и квинтет для кларнета Моцарта написаны в ля мажор, наряду с его 23-м фортепианным концертом, и в целом Моцарт чаще использовал кларнеты в ля мажор, чем в любой другой тональности, кроме Ми-бемоль мажор . Более того, кульминационная часть Концерта для скрипки с оркестром Чайковского тоже ля мажор.
Тональность ля мажор часто встречается в камерной музыке и другой музыке для струнных, в которой предпочтение отдается острым клавишам. Квинтет форели Франца Шуберта и Фортепианный квинтет №2 Антонина Дворжака написаны ля мажор. Иоганнес Брамс, Сезар Франк и Габриэль Форе написали скрипичные сонаты ля мажор. В отношении «Крейцеровой сонаты» Бетховена Питер Кроппер сказал, что ля мажор «является наиболее полно звучащей тональностью для скрипки» .
По словам Кристиана Фридриха Даниеля Шубарта, ля мажор — тональность, подходящая для «признаний в невинной любви,... надежды снова увидеть возлюбленного при расставании; юношеской бодрости и упования на Бога» .
Для оркестровых произведений ля мажор литавры обычно устанавливаются на A и E с разницей в квинту, а не в кварту, как для большинства других тональностей. Гектор Берлиоз жаловался на обычай своего времени, когда литавры, настроенные на ноты A и E с разницей в квинту, записывались как C и G с разницей в кварту, обычай, который сохранился еще в музыке Франца Бервальда.

## Некоторые произведения в этой тональности
- Феликс Мендельсон — Симфония № 4, Op. 90 («Итальянская»);
- Людвиг ван Бетховен — Симфония № 7 ля мажор, op. 92;
- Вольфганг Амадей Моцарт — Соната для клавира № 11 ля мажор;
- Дмитрий Дмитриевич Шостакович — Струнный квартет № 2 Ля мажор, соч. 68;
- Сезар Франк — Соната для скрипки и фортепиано ля мажор FWV 8;
- Сергей Сергеевич Прокофьев — Соната № 6 для фортепиано, Ля мажор, Ор.82.
- Тихон Николаевич Хренников — Симфония № 3 ля мажор, op. 22

|     |     |     |    |    |   |   |   |   |   |     |     |     |     |     |
| Ces | Ges | Des | As | Es | B | F | C | G | D | A   | E   | H   | Fis | Cis |
| as  | es  | b   | f  | c  | g | d | a | e | h | fis | cis | gis | dis | ais |